# Juan Manuel López
Juan Manuel López est un boxeur portoricain né le 30 juin 1983 à Juncos.

## Carrière
Il devient champion du monde des poids super-coqs WBO le 7 juin 2008 après avoir battu à Atlantic City Daniel Ponce de León par arrêt de l'arbitre à la 1re reprise. Il confirme cette victoire expéditive en stoppant de nouveau au 1er round Cesar Figueroa le 4 octobre puis Sergio Manuel Medina le 6 décembre 2008, Gerry Peñalosa le 25 avril 2009 par abandon à l'appel de la 10e reprise,, Olivier Lontchi le 27 juin par abandon à la fin du 9e round, et Rogers Mtagwa aux points le 10 octobre.
López laisse sa ceinture vacante en novembre 2009 pour affronter le champion du monde des poids plumes WBO, Steven Luevano. Il s'impose au Madison Square Garden de New York le 23 janvier 2010 par arrêt de l'arbitre à la 7e reprise puis bat au 2e round le 10 juillet Bernabe Concepcion.
Le 6 novembre 2010, il domine le Mexicain Rafael Márquez par abandon à la fin de la 8e reprise puis s'incline à la surprise générale le 16 avril 2011 face à Orlando Salido à nouveau au 8e round après avoir été compté au 5e round sur un enchaînement direct du gauche, crochet du droit. Il s'incline à nouveau face à Orlando Salido lors de la revanche par arrêt de l'arbitre au 10e round le 10 mars 2012 ; contre Miguel Ángel García au 4e le 15 juin 2013 puis face à Francisco Vargas et Jesus Andres Cuellar en 2014.